# Baliza de Barbate
La baliza de Barbate es una baliza situada al borde del mar en la ciudad de Barbate, en la provincia de Cádiz, en Andalucía, España. Está gestionada por la autoridad portuaria del puerto de la bahía de Cádiz.

## Historia
Su creación fue obra del ingeniero Eduardo Saavedra. Se iluminó por primera vez el 15 de julio de 1862, pero en 1926 se aumentó su iluminación ante las necesidades. Debido a los fuertes vientos se decidió restaurarla, obra del ingeniero Carlos Iturrate, terminando las obras en 1929.